# Tim Marshall (giornalista)
Timothy John Marshall (1º maggio 1959) è un giornalista e saggista britannico, noto per la sua analisi in campo di notizie estere e diplomazia internazionale.
Ha scritto sei libri tra cui Le 10 mappe che spiegano il mondo, un best seller secondo The New York Times e The Sunday Times. Tra gli altri suoi libri si annoverano Shadowplay: The Inside Story Of Europe's Last War, best seller del Sunday Times 2018, Divided: Why I'm Living In An Age Of Walls e Worth Dying For: The Power & Politics Of Flags. Marshall è anche autore della serie di podcast The What and The Why

## Biografia
Marshall fu educato alla Prince Henry's Grammar School, una scuola pubblica nella città di Otley, vicino a Leeds, nello Yorkshire occidentale. Marshall ha iniziato la sua carriera giornalistica per LBC ed è stato il loro corrispondente dell'Ufficio di Parigi per tre anni. Ha anche fatto da report per la BBC e ha scritto per numerosi quotidiani nazionali. È stato anche dapprima redattore per gli affari esteri e poi editore diplomatico per Sky News. 
Per oltre ventiquattro anni a Sky News, Marshall ha coperto trenta paesi e anche il dipanarsi di dodici guerre, essendo attivo dall'Europa, dagli Stati Uniti (coprendo tre elezioni presidenziali statunitensi) e dall'Asia, nonché sul campo in Bosnia, Croazia e Serbia durante le guerre nei Balcani degli anni '90. Ha trascorso la maggior parte della crisi del Kosovo del 1999 a Belgrado, dove è stato uno dei pochi giornalisti occidentali rimasti a riferire di uno dei principali obiettivi delle incursioni dei bombardamenti della NATO. Era in Kosovo il giorno in cui le truppe della NATO avanzarono su Pristina. 
Marshall è stato attivo in prima linea durante l'invasione dell'Afghanistan e ha trascorso del tempo in Iraq, riferendo della transizione del Paese alla democrazia. Ha fatto il corrispondente dalla Libia, dall'Egitto, dalla Siria e dalla Tunisia durante le rivolte in tutto il mondo arabo. In qualità di corrispondente di Sky News per il Medio Oriente, con sede a Gerusalemme, ha coperto il disimpegno di Israele a Gaza nell'agosto 2005. È stato anche corrispondente di Sky News Europa, a capo del loro ufficio stampa di Bruxelles e ha anche contribuito regolarmente al precedente bollettino di notizie internazionali World News Tonight del canale. 
Il blog di Marshall, Foreign Matters, è stato selezionato per l'Orwell Prize 2010. Nel 2004 è stato finalista nella categoria News Event della Royal Television Society per la sua copertura sulla guerra in Iraq, così come nel 2007 per un rapporto sui Mujahideen e nel 2004 per il suo documentario Il regno del deserto. Uno dei suoi momenti più importanti su Sky News ha coinvolto una trasmissione ininterrotta di sei ore durante la prima guerra del Golfo. Fu l'ultimo giornalista a intervistare il premier pakistano Benazir Bhutto prima del suo ritorno dall'esilio e del successivo assassinio. 
Il libro di Marshall Le 10 mappe che spiegano il mondo stato pubblicato nel Regno Unito a luglio 2015 e negli Stati Uniti a ottobre 2015. Marshall continua commentare gli affari esteri ed è ospite regolare della BBC, di Sky News e della Midori House di Monocle 24 Radio. Marshall è anche il fondatore e l'editore di thewhatandthewhy.com. Lanciato nel febbraio 2015, il sito analizza gli eventi mondiali e propone il contributo di scrittori e analisti del mondo della politica e del giornalismo.

## Opere
- Prisoners of Geography (2015) (Le dieci mappe che spiegano il mondo, Garzanti, 2017)
- Worth Dying For - The Power & Politics Of Flags (2016) (Le 100 bandiere che raccontano il mondo, Garzanti, 2019)
- Divided - Why We're living in an Age of Walls (2018) (I muri che dividono il mondo, Garzanti, 2020)
- Prisoners of Geography - Our World Explained in 12 Simple Maps (2019) (Le 12 mappe che spiegano il mondo ai ragazzi, Garzanti, 2020)
- The Power of Geography - Ten Maps That Reveal The Future Of Our World (2021) (Il potere delle mappe. le 10 aree cruciali per il futuro del nostro pianeta, Garzanti, 2022)
- La terza dimensione delle mappe. come la geografia dello spazio deciderà il nostro futuro, Garzanti, 2023